# Pedicularis cyathophylla
Pedicularis cyathophylla är en snyltrotsväxtart som beskrevs av Adrien René Franchet. Pedicularis cyathophylla ingår i släktet spiror, och familjen snyltrotsväxter. Inga underarter finns listade i Catalogue of Life.